# Denkhof
Denkhof ist ein Gemeindeteil von Büchlberg im Landkreis Passau. Das Pfarrdorf hat insgesamt 93 Einwohner.

## Lage
Denkhof liegt im Abteiland an der Landkreisgrenze zum Landkreis Freyung-Grafenau etwa vier Kilometer nordöstlich von Büchlberg auf einer Erhebung östlich der Bundesstraße 12. An dem kleinen Ort fällt von weitem die stattliche, 1912 erbaute Pfarrkirche St. Laurentius auf.

## Geschichte
Denkhof ist eng mit der Ortschaft Germannsberg verbunden, die bereits im 12. Jahrhundert als grundherrschaftlicher Justizbereich nachweisbar ist.
Am 7. Dezember 1400 verkaufte Peter Urleinsberger von Germansperig seinen Sitz Germannsberg mit verschiedenen Gütern, alles Lehen des Bischofs von Passau, an Christian den Watzmannsdorfer zu Leoprechting. 1575 erscheint in einem Verzeichnis der Hofmarken des Hochstifts Passau die „Hofmark Germannsberg oder Tenkhof“. Denkhof war demnach Sitz der Hofmark und die zugehörige Kapelle das Überbleibsel der Burg.
In hochstiftlicher Zeit gehörte Denkhof zur Obmannschaft Nirsching im Amt Hutthurm des Landgerichtes Leoprechting. Denkhof war seit dem 19. Jahrhundert Hauptort der Gemeinde Nirsching. Mit der Eingliederung der Gemeinde Nirsching im Rahmen der Gebietsreform in Bayern kam Denkhof am 1. Juli 1972 zur Gemeinde Büchlberg.

### Pfarreigeschichte

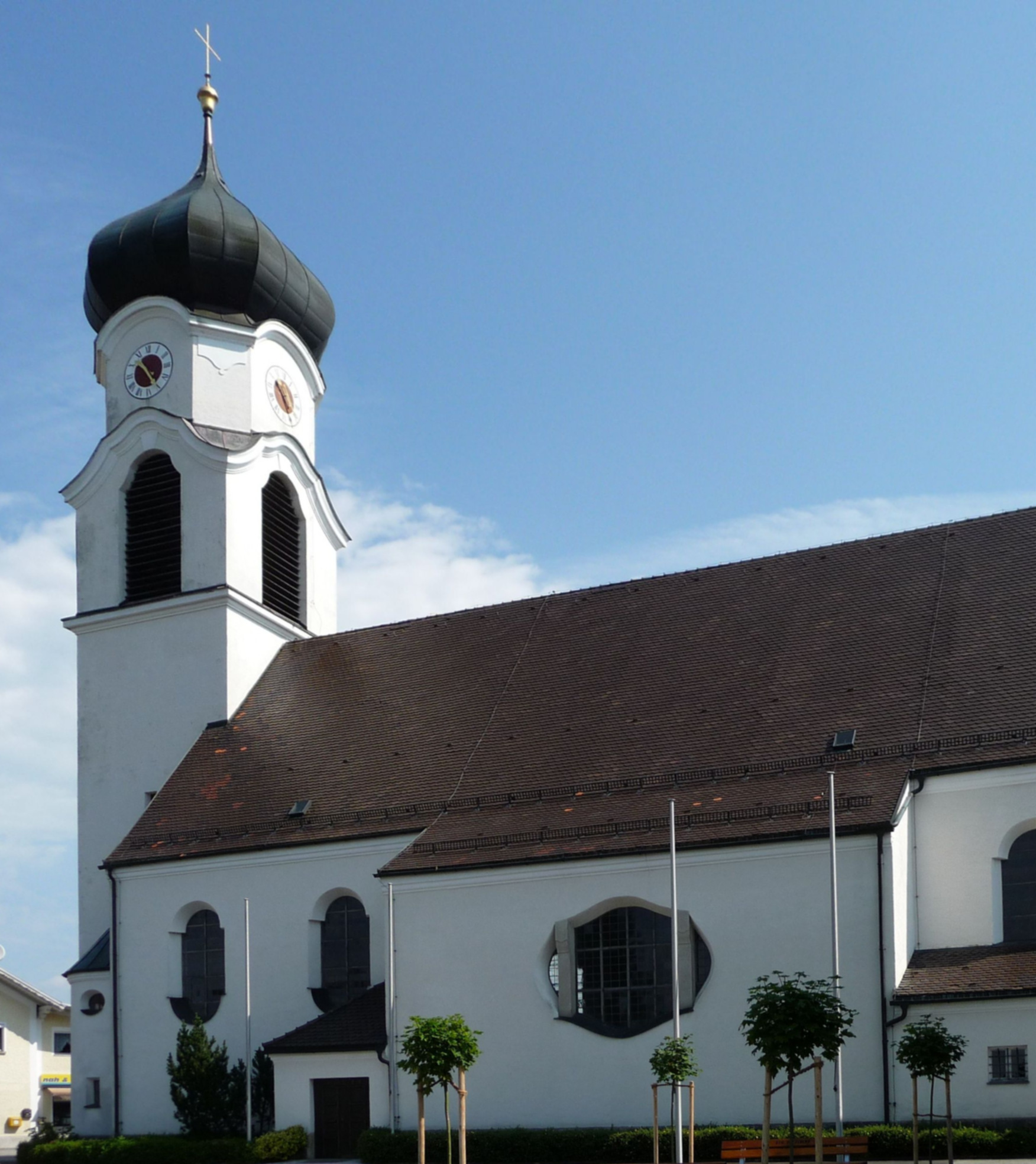
Die Pfarrkirche St. Laurentius

Schon seit dem 11. Jahrhundert stand hier eine Kirche, die im 14. Jahrhundert von Hutthurm aus betreut wurde. Im Jahre 1867 entstand das Pfarrhaus. Am 7. Juni 1882 wurde die 438 Seelen umfassende Expositur Denkhof errichtet, der kirchliche Friedhof im Jahr 1895 angelegt.
Am 27. Februar 1912 begann der Bau der neuen Kirche, die Grundsteinlegung fand am 9. April 1912 statt. Am 28. November 1912 war der Rohbau vollendet. Die zu klein gewordene alte Kirche wurde abgetragen.
Der Bischof von Passau Sigismund Felix Freiherr von Ow-Felldorf konsekrierte das neue Gotteshaus am 11. Juli 1914. Am 1. Juni 1921 wurde die Expositur Denkhof zur Pfarrei erhoben. Der Hochaltar der Pfarrkirche mit Ortsansicht von Denkhof im Altarblatt stammt aus dem Jahr 1933.

## Bildung und Erziehung
Der am 29. November 1993 eingeweihte Kindergarten St. Laurentius ist im Gebäude der ehemaligen Schule untergebracht. Das Gebäude wurde im Jahre 1902 errichtet und bis 1987 als Schule betrieben.

## Vereine
Neben der Freiwilligen Feuerwehr, dem Soldaten- und Kriegerverein und dem Schützenverein haben an kirchlichen Vereinen besonders der 1898 gegründete Dritte Orden und der 1966 gegründete katholische Frauenbund Bedeutung.